# زانس سخانس

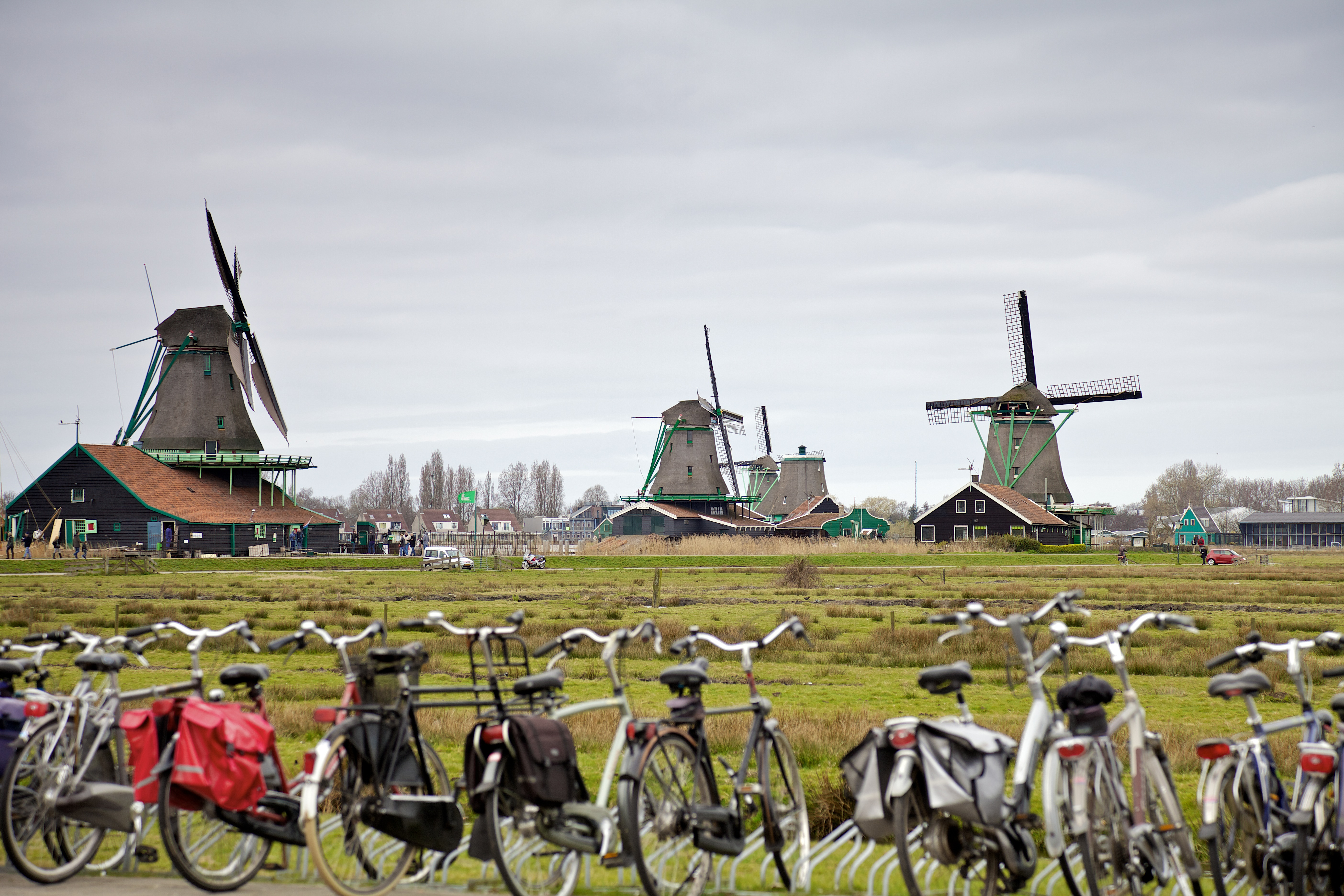
نمایی از آسیابهای بادی

زانس سخانس (به هلندی: Zaanse Schans) منطقه‌ای تاریخی و گردشگری و در ۱۵ کیلومتری آمستردام پایتخت هلند است.
این منطقه دربرگیرنده موزه، اسکله، آسیاب‌های بادی، رستوران و فروشگاه‌های گوناگون است.
بازدید از "زانس سخانس" این فرصت را به گردشگران می‌دهد تا تصویری از خانه‌های چوبی، آسیاب‌های بادی و اسکله در سده هفدهم و هجدهم داشته باشند.

## نام
واژه "زانس" اشاره به نام شهر زندام در آن منطقه دارد و "سخانس" به معنای حفاظ یا خاکریز دفاعی است.

## پیشینه
این شهر توسط دیدریک سونوی(Diederik Sonoy) فرماندار زیر فرمان ویلیام خاموش در سال ۱۵۷۴ میلادی بنا شد تا محلی برای جلوگیری از پیشروی سپاهیان اسپانیایی باشد.
۲۵۰ سال پیش، بیش از ۶۰۰ آسیاب بادی در کنار رودخانه زان (Zann) در قطعه کوچکی از زمین بنا شد و نخستین منطقه صنعتی جهان را پدید آورد. فعالیت‌های صنعتی گوناگونی همچون قفسه سازی، رنگ‌سازی، تهیه خردل، روغن و کاغذ در این منطقه صورت می‌گرفت.
سه آسیاب بادی کهن هم‌اکنون قابل بازدید است.
بین سال‌های۱۹۷۴-۱۹۶۱ آسیاب‌های بادی و خانه‌های چوبی بازسازی شد تا پذیرای گردشگران باشد. کارگاه کفش‌های سنتی چوبی هم از دیگر بخش‌های قابل بازدید برای گردشگران است.